# کوئویین
کوئویین (به انگلیسی: Queuine) با فرمول شیمیایی C12H15N5O3 یک باز نوکلئوتیدی با شناسه پاب‌کم ۱۱۴۸۸۱ و جرم مولی آن ۲۷۷٬۲۸ g/mol می‌باشد. این نوکلئوتید در آر ان ای حامل (tRNA) بسیاری از یوکاریوتها و پروکاریوت‌ها یافت می‌شود.